# Kim Simmonds
Kim Simmonds (Newbridge, 5 december 1947 – Syracuse (New York), 13 december 2022) was een uit Wales afkomstige Britse blues- en rockmuzikant. Hij was de leider en oprichter van de bluesrockband Savoy Brown.

## Carrière
Als tiener leerde Simmonds spelen door naar de bluesplaten van zijn broer te luisteren. Beschouwd als een van de architecten van de Britse blues, richtte hij in oktober 1965 de Savoy Brown Blues Band op, die in 1966 begon met optredens in de Nags Head in Londen. Vroege optredens waren onder meer met Cream bij Klooks Kleek en het begeleiden van John Lee Hooker.
Liveoptredens leidden tot de contractering van Savoy Brown bij Decca Records. Maar het was in 1969 voordat de klassieke bezetting bestond uit Simmonds, ritmegitarist Lonesome Dave Peverett en de monocle en bolhoed-dragende zanger Chris Youlden. De albums Blue Matter en A Step Further van dat jaar bevatten minstens drie klassiekers die te horen waren op The Best of Savoy Brown (20th Century Masters/The Millennium Collection): Train To Nowhere, de live showstopper Louisiana Blues (een Muddy Waters nummer) en I'm Tired.
Sinds het eerste bezoek aan de Verenigde Staten heeft Savoy Brown het land doorkruist en I'm Tired werd de eerste hit van de band over de oceaan. De band zou gedurende zijn hele carrière een grotere aanhang vinden in Amerika dan in zijn oprichtingsland Engeland.
Raw Sienna uit de jaren 1970 volgde met A Hard Way To Go en Stay While The Night Is Still Young. Toen Youlden vervolgens vertrok voor een solocarrière, nam Lonesome Dave de leadzang over. Looking In (1970) bevatte niet alleen Poor Girl en Money Can't Save Your Soul, maar ook een van de gedenkwaardige lp-covers uit die tijd (een holbewonerachtige wilde die in een oogkas van een monsterlijke schedel staarde). Later vertrokken Peverett, bassist Tony Stevens en drummer Roger Earl om de succesvolle maar uitgesproken rockband Foghat te vormen. Simmonds ging door met het rekruteren van bluesband Chicken Shack-toetsenist Paul Raymond, bassist Andy Silvester, drummer Dave Bidwell en zanger Dave Walker uit het Birmingham-clubcircuit.
De nieuwe bezetting was een schot in de roos. Op het podium in Amerika werd de band ondersteund door Rod Stewart & the Faces. Op het album Street Corner Talking (1971) en Hellbound Train (1972) werden de favorieten Tell Mama, Street Corner Talking, een cover van de Motown-standard I Can't Get Next To You van The Temptations en de negen minuten durende epos Hellbound Train (decennia later door Love & Rockets aangepast als Bound For Hell) uitgebracht. Walker stopte toen om zich bij Fleetwood Mac aan te sluiten, vóór Buckingham/Nicks.
In 1997 bracht Simmonds zijn eerste akoestische soloalbum Solitaire uit. Hij toerde wereldwijd met verschillende configuraties van Savoy Brown. Het liveoptreden you should Have Been There uit 2004 werd begin 2003 opgenomen in Vancouver met Simmonds als leadzanger en ook als een akoestische soloact. In 2011 vierde hij 45 jaar toeren met het Savoy Brown-album Voodoo Moon.
In 2017 bereikte zijn album Witchy Feeling met Savoy Brown nummer één in de Billboard blueshitlijsten.
Als solist en leider van Savoy Brown heeft Simmonds in 2016 meer dan 47 albums uitgebracht. Hij is ook schilder. De cover van zijn solopublicatie Out of the Blue uit 2008 bevatte zijn originele kunst.
Kim Simmonds is een van de toonaangevende Britse bluesgitaristen, samen met collega's als Eric Clapton, Mick Taylor en Peter Green. Hij kenmerkte het bluesrockcircuit van de jaren 1960 aanzienlijk en had ook een belangrijk aandeel in het terugbrengen van het blues-enthousiasme naar de Verenigde Staten. Ook na 40 jaar is Simmonds verder met Savoy Brown onderweg. Daarnaast werkt hij altijd weer als solist, waarbij hij de akoestische gitaar voortrekt.
Simmonds leed aan darmkanker en overleed op 13 december 2022 op 75-jarige leeftijd.

## Discografie

### Albums
- 1997: Solitaire
- 2001: Blues Like Midnight
- 2004: Struck By Lightning
- 2008: Out Of The Blue

- Bibliothèque nationale de France: cb140394269 (data)
- Gemeinsame Normdatei: 135201527
- International Standard Name Identifier: 0000 0000 7840 5826
- Library of Congress Control Number: n94095571
- MusicBrainz: a2a1adcd-ac4b-4285-a175-70ae118a5f4c
- Virtual International Authority File: 43055427
- WorldCat: E39PBJfCwmPP7FxXGcHVT6kqwC